# مات ستيفنز (لاعب كرة قدم أمريكية)
مات ستيفنز (بالإنجليزية: Matt Stevens)‏ هو لاعب كرة قدم أمريكية أمريكي، ولد في 14 يونيو 1973 في نورثفيل في الولايات المتحدة.

## وصلات خارجية
- مات ستيفنز على موقع مرجع كرة القدم المحترفة.كوم (الإنجليزية)